# Ромашкинское сельское поселение (Ленинградская область)
Рома́шкинское се́льское поселе́ние — муниципальное образование в составе Приозерского района Ленинградской области. Административный центр — посёлок Ромашки.

## География и туризм
Поселение расположено в западной части района.
- Граничит:
  - на западе с Выборгским районом
  - на северо-востоке с Мельниковским сельским поселением
  - на востоке с Громовским сельским поселением
  - на юге с Петровским сельским поселением[1].

По территории поселения проходят автомобильные дороги:
- А121 «Сортавала» (Санкт-Петербург — Сортавала — автомобильная дорога Р-21 «Кола»)
- 41К-024 (Среднегорье — ур. Топольки)
- 41К-153 (Сапёрное — Кузнечное)
- 41К-262 (Сапёрное — Мельниково)

а также участок Приозерского направления Октябрьской железной дороги (Сосново — Приозерск).
Территория богата озёрами: с южной и юго-западной сторон озеро Вуокса, на севере — озеро Балахановское, одно из крупнейших озёр района (15,7 км²); в восточной части расположено озеро Сапёрное. Значительная часть земельных угодий занята лесами, которые при чередовании с водоёмами и водотоками создают неповторимый и привлекательный природный ландшафт. По реке Вирта и по озеру Балахановское проходит туристический маршрут из посёлка при станции Лосево в город Приозерск.
Наиболее известный туристический объект поселения — пороги на реке Вуокса возле посёлка при станции Лосево. Они образовались в 1857 год вследствие работ по углублению русла протоки между Вуоксой и озером Суходольское (тогда — Суванто). Ежегодно с 1980 год здесь проводится Международный водный фестиваль «Вуокса» — крупнейшие в России соревнования по различным видам гребного слалома и туризма.
Расстояние от административного центра поселения до районного центра — 56 км.

## История
Первые известные территориальные образования, включающие территории Ромашкинского сельского поселения, известны с 1500 года, когда была составлена Переписная окладная книга Водской Пятины. В селении Саккола или Саккула (теперь — Громово) находился центр Михайловского Саккульского погоста Корельского уезда Водской пятины Новгородской земли, в городе Кореле (ныне — Приозерск) — центр Городенского Воскресенского погоста; к этим погостам и относились тогда земли современного Ромашкинского сельского поселения. Из-за близости границы территория погостов часто подвергалась разорению, а в 1583 году по условиям Плюсского перемирия отошла к Швеции, оставаясь под её владычеством более ста лет с незначительными перерывами.
По Ништадтскому миру бывшие новгородские погосты возвращаются в состав России, но его прежнее население — православные карелы и ижора, в основном уже покинуло край вследствие притеснений, а на освободившиеся земли были переселены финноязычные лютеране из губерний шведской части Карелии.
Земли сельского поселения в разных качествах пребывали в составе Выборгской губернии до 1940 года, когда после Зимней войны согласно Московскому договору бо́льшая часть Выборгской губернии была передана СССР, финское население эвакуировано, а вновь образованный Раутовский район был заселён переселенцами из внутренних областей СССР.
В ходе Советско-финской «войны-продолжения», в 1941 году в деревни поселения вернулись прежние жители, но в 1944 году они вновь покинули свои дома, на этот раз навсегда.
В начале 1970-х годах часть Красноармейского сельсовета вместе с посёлком Красноармейское и посёлком при станции Громово передана в состав Громовского сельсовета. Центром оставшейся части Красноармейского сельсовета стал посёлок Ромашки, позднее сельсовет был переименован в Ромашкинский.
18 января 1994 года постановлением главы администрации Ленинградской области № 10 «Об изменениях административно-территориального устройства районов Ленинградской области» Ромашкинский сельсовет, также как и все другие сельсоветы области, преобразован в Ромашкинскую волость.
1 января 2006 года в соответствии с областным законом № 50-оз от 1 сентября 2004 года «Об установлении границ и наделении соответствующим статусом муниципального образования Приозерский муниципальный район и муниципальных образований в его составе» образовано Ромашкинское сельское поселение, в которое вошла территория бывшей Ромашкинской волости.

## Символика
Герб — в червленом поле с серебряной и червленой стенозубчато пересеченной главой — опрокинутое вписанное серебряное волнообразное стропило, заполненное лазурью. В лазури — золотой якорный крест четверочастно расторгнутый таковым же трилистным крестом, поверх всего — с дамасцировкой наподобие цветка, сопровождаемый вверху червленой княжеской шапкой с горностаевой опушкой и тремя отвлеченными ромашками, косвенно положенными в вилообразный крест, две из которых — по сторонам и вверху, а одна — внизу, направленные соцветиями вверх, с золотыми стеблями о двух листьях и соцветиями с серебряными лепестками и золотыми сердцевинами. Внесен в Государственный геральдический регистр Российской Федерации — № 2235.
Флаг — прямоугольное полотнище с отношением ширины флага к длине 2:3, воспроизводящее композицию герба в синем, красном, белом и жёлтом цветах. Внесен в Государственный геральдический регистр Российской Федерации — № 2236.

## Население
| 2006  | 2010  | 2011  | 2012  | 2013  | 2014  | 2015  |
| ----- | ----- | ----- | ----- | ----- | ----- | ----- |
| 7100  | ↗7696 | ↗7723 | ↗7876 | ↘7699 | ↘7467 | ↘7401 |
| 2016  | 2017  | 2018  | 2019  | 2020  | 2021  | 2023  |
| ↗7487 | ↘7393 | ↘7326 | ↘7258 | ↘7200 | ↘6662 | ↘6564 |
| 2024  | 2025  |       |       |       |       |       |
| ↘6513 | ↘6478 |       |       |       |       |       |

## Состав сельского поселения
| №  | Населённый пункт | Тип населённого пункта          | Население    |
| -- | ---------------- | ------------------------------- | ------------ |
| 1  | Лосево           | посёлок железнодорожной станции | ↘183 (2017)  |
| 2  | Лососёво         | посёлок                         | ↘17 (2017)   |
| 3  | Мыс              | посёлок                         | ↘1 (2017)    |
| 4  | Новая Деревня    | посёлок                         | ↗154 (2017)  |
| 5  | Понтонное        | посёлок                         | ↗458 (2017)  |
| 6  | Речное           | посёлок                         | ↘19 (2017)   |
| 7  | Ромашки          | посёлок, административный центр | ↗1393 (2017) |
| 8  | Сапёрное         | посёлок                         | ↘3139 (2017) |
| 9  | Суходолье        | посёлок                         | ↗1972 (2017) |
| 10 | Шумилово         | посёлок                         | ↗57 (2017)   |

## Инфраструктура
На территории поселения находятся следующие инфраструктурные объекты:
- 3 общеобразовательных школы;
- 3 детских дошкольных учреждений;
- 2 амбулатории (Сапёрное, Суходолье);
- 2 фельдшерско-акушерских пункта (пос. Ромашки, пос. Новая Деревня);
- 2 Дома Культуры: (Ромашки, Суходолье);
- 2 библиотеки.

## Экономика
На территории поселения работают следующие предприятия:
- «Джатиево» сельскохозяйственный производственный кооператив (молочное животноводство);
- ООО «Животноводческий комплекс „Бор“» (свиноводство);
- ООО «Вирта» (переработка древесины);
- Карельский филиал ФГУ «Управление Ленмелиоводхоз» (ремонт и реконструкция мелиоративных систем);
- Более 80 объектов сферы потребительского рынка.

## Память оВеликой Отечественной войне
- Мемориал Пять штыков, посвящённый подвигу воинов Красной армии, проявленному в тяжёлых боях при форсировании реки Вуоксы и захвате плацдарма на её левом берегу частями 23-й армии Ленинградского фронта в ходе Выборгской наступательной операции лета 1944 года. Находится в 10 км к северо-западу от посёлка Новая Деревня близ левого, северо-восточного берега реки Вуоксы.